# Das Eskimobaby
Das Eskimobaby è un film del 1918, diretto da Walter Schmidthässler, con Asta Nielsen.

## Trama
Il giovane esploratore Knud Praetorius, dalla Groenlandia, manda notizia ai genitori del suo imminente ritorno nel vecchio continente, e annuncia che porterà con sé un souvenir molto particolare di quell'isola artica. I signori Praetorius leggono la lettera del figlio insieme ad Anna von Thorn, (colei che credono essere) la promessa sposa di Knud, e tutti si rallegrano. Smetteranno di rallegrarsi quando Knud, giunto a casa, presenta il suo souvenir: è Ivigtut Sigurdsen, una donna inuit.
Ivigtut non ha mai avuto contatti con la cosiddetta civiltà europea: tutto le appare strano, e a tutti lei appare strana. Parla una lingua incomprensibile, ha modi di fare diversi, veste indumenti particolari, non saluta dando la mano, fa conoscenza delle persone annusandole, esprime l'eventuale vicinanza strofinando il proprio naso contro il naso di coloro che hanno saputo meritare il suo affetto. Dorme per terra, le sue maniere a tavola sono giudicate abominevoli, non ha mai visto uno specchio, o una vettura che si muova senza essere trainata da cani, si stupisce nel vedere la luce elettrica, udendo una voce provenire dalla cornetta di un telefono crede sia una manifestazione del grande spirito.
In breve, Ivigtut viene variabilmente derisa, o mal giudicata, o commiserata, e spesso redarguita dagli europei (tranne Knud); motivo, quest'ultimo, per cui la donna decide di tornare nel paese natale: sale su una barchetta sul fiume e comincia a remare. La sua prima (e ultima) tappa è un grande magazzino in città, al quale ruba alcuni capi di abbigliamento occidentali. Colta in flagrante, deve attendere l'intervento di Knud che paga per la merce sottratta e la riconduce a casa.
Quella sera dai Praetorius ci sarà un ricevimento: Ivigtut, giudicata impresentabile in società, viene confinata nella sua cameretta. Anna vuole approfittare dell'occasione per parlare con Knud, poiché è ormai da qualche tempo che la questione del loro eventuale matrimonio è in sospeso (almeno per lei e i Praetorius, perché per Knud verosimilmente non c'è mai stata una simile questione). Non fa in tempo, perché Ivigtut, convinta in tal modo di fare una buona impressione, indossa in modo fantasioso ed incongruo i vestiti ed accessori che ha conseguito, e si presenta nel salone, suscitando, al solito, sconcerto e clamore.
Qualche tempo dopo Knud parte per un breve viaggio: non può portare con sé Ivigtut perché ultimamente ha manifestato alcuni malesseri. Anna, di concerto con la signora Praetorius, approfitta dell'assenza di Knud per sbarazzarsi della donna, ormai chiaramente percepita come rivale, e farla imbarcare sulla prossima nave in partenza per la Groenlandia. Per convincerla a ciò, Anna le dà ad intendere che Knud non sarebbe più tornato. Ivigtut dà segni di disperazione, e tenta di trafiggersi con una spilla. Viene chiamato il dottore.
L'inquietudine e i malesseri di Ivigtut vengono chiariti quando, dopo qualche ora passata al capezzale della degente, il dottore si presenta con in braccio il bambino appena partorito dalla donna. Knud, richiamato a casa dai genitori senza dirgli cosa fosse successo, risponde alle loro insistenti ed un poco scandalizzate domande di spiegazioni presentando loro il certificato del matrimonio celebrato fra lui e Ivigtut qualche tempo prima in Groenlandia.
È evidentemente tempo, per Anna, di congedarsi definitivamente dai suoi sperati ed un tempo speranzosi suoceri, che in seguito accettano la realtà e benedicono il nipote quando, coi genitori – e con dei guanti lunghi che gli/le riparano le gambette, in sintonia con l'uso alternativo degli indumenti proprio di Ivigtut -, riparte per l'isola glaciale.

## Produzione
Das Eskimobaby è stato, insieme a Im Lebenswirbel, Dora Brandes, Die Rose der Wildnis, Die Börsenkönigin, Der erste Patient, Das Waisenhauskind e Das Liebes-ABC, uno degli otto film che Asta Nielsen ha girato nell'estate del 1916 in accordo con la società di distribuzione Neutral-Film. La Nielsen stessa ha finanziato Das Eskimobaby, così come gli altri film, girati negli studi Union-Atelier di Berlino Tempelhof, che Asta Nielsen aveva preso in affitto.  Dopo il completamento di Dora Brandes e Das Liebes-ABC si sono verificati degli sbilanci finanziari, per cui la Nielsen, secondo la sua stessa dichiarazione, ha adito le vie legali per risolvere il suo contratto di collaborazione con la casa di distribuzione e ha venduto il resto dei negativi non ancora processati ad un'altra società cinematografica che, stando al contratto, avrebbe dovuto proteggerli tramite un'assicurazione, di modo che, in caso di danneggiamento, la Nielsen avrebbe riscosso un indennizzo. Di fatto, tutti i negativi dei sei film andarono distrutti in un incendio presso un laboratorio che li stava sviluppando. 
La casa cinematografica ha tuttavia reclamato per sé gli indennizzi assicurativi. 
Il processo che ne è seguito si è concluso a favore di Nielsen solo nel 1922, quando la somma dovuta, a causa dell'inflazione, era ormai senza valore.
La pellicola originale aveva una lunghezza di 1489 metri; nel Det Danske Filminstitut ne è conservata una copia in nitrato di 1125 metri con didascalie danesi. Il film è stato restaurato nel 2000 a partire dalla copia danese, e, con la collaborazione della Deutsche Kinemathek è stato realizzato un duplicato negativo con didascalie tedesche.

## Distribuzione
Nel 1928 Asta Nielsen ha scritto di "non essere in grado di approntare i 6 film" girati a Berlino (fra i quali Das Eskimobaby), poiché sua figlia era malata e dovevano trasferirsi da Berlino a Copenaghen ; di conseguenza la prima del film è avvenuta solo il 4 aprile del 1918 alla Marmorhaus di Berlino. L'intervento della censura si è verificato successivamente, nel dicembre del 1918 (vietato ad un pubblico infantile).
In tempi recenti il film è stato proposto all'interno del festival cinematografico Nordische Filmtage di Lubecca nel 2009.
La versione restaurata della pellicola con didascalie tedesche sta alla base dell'edizione in DVD realizzata nel 2012 dalla Edition Filmmuseum del Filmmuseum München, nel cofanetto "Vier Filme mit Asta Nielsen"; il film è corredato di una colonna sonora realizzata da Maud Nelissen.

## Accoglienza
La critica coeva ha lodato Das Eskimobaby e la prestazione della Nielsen: nel film ella aveva impiegato "tutta la sua arte raffinata e la sua straordinaria bellezza" e aveva offerto "un'abbondanza di momenti travolgenti, al punto di poter affermare che il film dovrebbe essere visto da tutti." Altri critici ritenevano che Das Eskimobaby non avesse "un contenuto particolarmente ricco (…) ma grazie alla prestazione attoriale di Asta Nielsen ottenesse "una specificità propria. La recitazione della Nielsen è straordinariamente divertente, e mostra in ogni scena una riflessione profonda, risultando in tutte le situazioni come il miglior esempio di padronanza delle svariate possibilità cinematografiche."